# OXO
OXO, также известная как Noughts And Crosses — компьютерная игра для компьютера EDSAC, представляющая собой реализацию игры крестики-нолики. Разработана в 1952 году А. С. Дугласом как иллюстрация к кандидатской диссертации на тему взаимодействия человека и компьютера.
Предположительно OXO является первой в мире компьютерной игрой с выводом на дисплей, выполненный на основе ЭЛТ. Хотя существует патент № 2455992, датируемый 14 декабря 1948 года, описывающий «Развлекательный аппарат на основе электронно-лучевой трубки» (англ. Cathode ray tube amusement device), реализованная на нём игра, считающаяся первой интерактивной электронной игрой, не подпадает под понятие компьютерной игры, поскольку сам игровой аппарат не содержал вычислителя.
В OXO человек играл против компьютера, выставляя крестик или нолик в нужную клетку поля с помощью дискового номеронабирателя. Вывод осуществлялся на растровый дисплей размерностью 35 × 16 точек, в качестве которого использовалась электронно-лучевая трубка. Символ и очерёдность хода выбирались игроком до начала игры.
OXO не получила широкого распространения, так как EDSAC был уникальным компьютером, находящимся в библиотеке Кембриджского университета.